# Nicolas Zafra
Nicolas Zafra (San Fernando, 21 december 1892 - 7 januari 1979) was een Filipijns historicus. Hij wordt wel gezien als een van de belangrijkste Filipijnse geschiedkundig onderzoekers.

## Biografie
Nicolas Zafra werd geboren op 21 december 1892 in San Fernando in de Filipijnse provincie La Union. Zijn ouders waren Urbano Zafra en Pia Alviar. Na het voltooien van zijn middelbare schoolopleiding aan de Manila High School studeerde Zafra aan de University of the Philippines en behaalde daar in 1916 een Bachelor of Arts-diploma, in 1918 een Bachelor of Science-diploma pedagogiek en in 2020 een Master of Arts-diploma geschiedenis. 
Zafra begon zijn academische carrière in 1917 als assistent-docent op de faculteit geschiedenis van de University of the Philippines. Hij werkt zich er langzaamaan omhoog tot hij in 1948 werd aangesteld als hoogleraar geschiedenis en decaan van deze faculteit. Deze functie bekleedde hij tot zijn pensionering in 1958
Zafra schreef diverse geschiedenisboeken die gebruikt werden bij het geschiedenisonderwijs in de Filipijnen. Andere werken van zijn hand zijn: 
'Oriental History' (1952; samen met Guadalupe Forés-Ganzon), 'Historicity of Rizal’s Retraction' (1961), 'The Malolos Congress' (1963), 'A Short History of the Philippines' (1966), 'Philippine History Through Selected Sources' (1967), 'The Colonization of the Philippines and the beginnings of the Spanish city of Manila' (1974) en 'Jose Rizal: Historical Studies' (1977)
In 1941 was Zafra een van de oprichters van de Philippine Historical Society (1941) en de Philippine Historical Association (1955). Van deze laatste organisatie was hij tweemaal president (in 1958 en in 1962). Ook was hij lid van de International Association of Historians of Asia (IAHA). In 1963 werd Zafra door de University of the Philippines aangesteld als emeritus-professor geschiedenis en in 1969 kreeg hij de Republic Cultural Heritage Award.
Zafra overleed in 1979 op 86-jarige leeftijd. Hij was getrouwd met professor Luz Alzona. Samen kregen ze twee dochters.

## Bron
- D. H. Soriano, Isidro L. Retizos (1981), The Philippines Who's who, 2nd ed. Who's Who Publishers, Manilla